# Margattea diacantha
Margattea diacantha es una especie de cucaracha del género Margattea, familia Ectobiidae. Fue descrita científicamente por Hebard en 1929.
Habita en Borneo.